# Collegio elettorale di Utelle
Il collegio elettorale di Utelle è stato un collegio elettorale uninominale del Regno di Sardegna.
Fu istituito con il Regio editto del 17 marzo 1848. Era indicato con il numero 109 e comprendeva i mandamenti di Utelle, San Martino Lantosca, Santo Stefano e Levenzo.
Con la riforma prevista dalla legge 3778 del 1859, il collegio, ora identificato con il numero 180, comprendeva i mandamenti di Utelle, San Martino Lantosca, Santo Stefano, Levenzo, Poggetto Tenieri, Guillaumes e Villars. 
In seguito alla Trattato di Torino del 1860 e alla conseguente cessione ddi Nizza alla Francia, il collegio cessò di far parte del Regno.

## Dati elettorali
Nel collegio si svolsero elezioni per le sette legislature del Ragno di Sardegna.

### I legislatura
Le votazioni si svolsero in 222 collegi uninominali a doppio turno. Come previsto dal decreto n. 680 del 17 marzo 1848, era eletto al primo turno il candidato che «riunisce in suo favore più del terzo dei voti del total numero dei membri componenti il collegio e più della metà dei suffragi dati dai votanti presenti all'adunanza» (art. 92). Se nessun candidato era eletto, al ballottaggio tra i due candidati con più voti era eletto chi otteneva il maggior numero di voti (art. 93) o, in caso di ugual numero di voti, il maggiore d'età (art. 94).
| Partito                            | Partito                            | Candidato                          | Primo turno 27 aprile 1848 | Primo turno 27 aprile 1848 | Ballottaggio 28 aprile 1848 | Ballottaggio 28 aprile 1848 |
| Partito                            | Partito                            | Candidato                          | Voti                       | %                          | Voti                        | %                           |
| ---------------------------------- | ---------------------------------- | ---------------------------------- | -------------------------- | -------------------------- | --------------------------- | --------------------------- |
|                                    | —                                  | Jean-Baptiste Barralis             | 181                        | 75,73                      | 183                         | 98,39                       |
|                                    | —                                  | Carlo Laurenti Robaudi             | 58                         | 24,27                      | 3                           | 1,61                        |
|                                    |                                    |                                    |                            |                            |                             |                             |
| Iscritti                           | Iscritti                           | Iscritti                           | 717                        | 100,00                     | 717                         | 100,00                      |
| ↳ Votanti (% su iscritti)          | ↳ Votanti (% su iscritti)          | ↳ Votanti (% su iscritti)          | 257                        | 35,84                      | 188                         | 26,22                       |
| ↳ Voti validi (% su votanti)       | ↳ Voti validi (% su votanti)       | ↳ Voti validi (% su votanti)       | 239                        | 93,00                      | 186                         | 98,94                       |
| ↳ Schede non valide (% su votanti) | ↳ Schede non valide (% su votanti) | ↳ Schede non valide (% su votanti) | 18                         | 7,00                       | 2                           | 1,06                        |
| ↳ Astenuti (% su iscritti)         | ↳ Astenuti (% su iscritti)         | ↳ Astenuti (% su iscritti)         | 460                        | 64,16                      | 529                         | 73,78                       |

L’onorevole Barralis il 19 maggio 1848 optò per il collegio elettorale di Sospello. Il collegio fu riconvocato.
| Partito                            | Partito                            | Candidato                          | Primo turno 26 giugno 1848 | Primo turno 26 giugno 1848 | Ballottaggio 27 giugno 1848 | Ballottaggio 27 giugno 1848 |
| Partito                            | Partito                            | Candidato                          | Voti                       | %                          | Voti                        | %                           |
| ---------------------------------- | ---------------------------------- | ---------------------------------- | -------------------------- | -------------------------- | --------------------------- | --------------------------- |
|                                    | —                                  | Ottavio Thaon di Revel             | 92                         | 85,19                      | 95                          | 100,00                      |
|                                    | —                                  | Gian Luigi Picon                   | 16                         | 14,81                      |                             |                             |
|                                    |                                    |                                    |                            |                            |                             |                             |
| Iscritti                           | Iscritti                           | Iscritti                           | 717                        | 100,00                     | 717                         | 100,00                      |
| ↳ Votanti (% su iscritti)          | ↳ Votanti (% su iscritti)          | ↳ Votanti (% su iscritti)          | 108                        | 15,06                      | 95                          | 13,25                       |
| ↳ Voti validi (% su votanti)       | ↳ Voti validi (% su votanti)       | ↳ Voti validi (% su votanti)       | 108                        | 100,00                     | 95                          | 100,00                      |
| ↳ Schede non valide (% su votanti) | ↳ Schede non valide (% su votanti) | ↳ Schede non valide (% su votanti) | 0                          | 0,00                       | 0                           | 0,00                        |
| ↳ Astenuti (% su iscritti)         | ↳ Astenuti (% su iscritti)         | ↳ Astenuti (% su iscritti)         | 609                        | 84,94                      | 622                         | 86,75                       |

L'onorevole Thaon di Revel ricopriva la carica di Ministro delle finanze. Il 27 luglio 1848, con la caduta del governo Balbo cessò di ricoprire la carica.  Il 15 agosto successivo ebbe lo stesso incarico nel governo Casati e conseguentemente decadde dalla carica di deputato. Il collegio fu riconvocato.
| Partito                            | Partito                            | Candidato                          | Primo turno 30 settembre 1848 | Primo turno 30 settembre 1848 | Ballottaggio 1º ottobre 1848 | Ballottaggio 1º ottobre 1848 |
| Partito                            | Partito                            | Candidato                          | Voti                          | %                             | Voti                         | %                            |
| ---------------------------------- | ---------------------------------- | ---------------------------------- | ----------------------------- | ----------------------------- | ---------------------------- | ---------------------------- |
|                                    | —                                  | Ottavio Thaon di Revel             | 23                            | 71,88                         | 38                           | 74,51                        |
|                                    | —                                  | Giuseppe Lions                     | 9                             | 28,12                         | 13                           | 25,49                        |
|                                    |                                    |                                    |                               |                               |                              |                              |
| Iscritti                           | Iscritti                           | Iscritti                           | 717                           | 100,00                        | 717                          | 100,00                       |
| ↳ Votanti (% su iscritti)          | ↳ Votanti (% su iscritti)          | ↳ Votanti (% su iscritti)          | 32                            | 4,46                          | 51                           | 7,11                         |
| ↳ Voti validi (% su votanti)       | ↳ Voti validi (% su votanti)       | ↳ Voti validi (% su votanti)       | 32                            | 100,00                        | 51                           | 100,00                       |
| ↳ Schede non valide (% su votanti) | ↳ Schede non valide (% su votanti) | ↳ Schede non valide (% su votanti) | 0                             | 0,00                          | 0                            | 0,00                         |
| ↳ Astenuti (% su iscritti)         | ↳ Astenuti (% su iscritti)         | ↳ Astenuti (% su iscritti)         | 685                           | 95,54                         | 666                          | 92,89                        |

### II legislatura
Le votazioni si svolsero in 222 collegi uninominali a doppio turno con la stessa normativa precedente (al primo turno un numero di voti maggiore di un terzo degli iscritti).
| Partito                            | Partito                            | Candidato                          | Primo turno 22 gennaio 1849 | Primo turno 22 gennaio 1849 | Ballottaggio 23 gennaio 1849 | Ballottaggio 23 gennaio 1849 |
| Partito                            | Partito                            | Candidato                          | Voti                        | %                           | Voti                         | %                            |
| ---------------------------------- | ---------------------------------- | ---------------------------------- | --------------------------- | --------------------------- | ---------------------------- | ---------------------------- |
|                                    | —                                  | Modesto Scoffier                   | 176                         | 97,24                       | 149                          | 100,00                       |
|                                    | —                                  | Gian Luigi Picon                   | 5                           | 2,76                        |                              |                              |
|                                    |                                    |                                    |                             |                             |                              |                              |
| Iscritti                           | Iscritti                           | Iscritti                           | 717                         | 100,00                      | 717                          | 100,00                       |
| ↳ Votanti (% su iscritti)          | ↳ Votanti (% su iscritti)          | ↳ Votanti (% su iscritti)          | 181                         | 25,24                       | 149                          | 20,78                        |
| ↳ Voti validi (% su votanti)       | ↳ Voti validi (% su votanti)       | ↳ Voti validi (% su votanti)       | 181                         | 100,00                      | 149                          | 100,00                       |
| ↳ Schede non valide (% su votanti) | ↳ Schede non valide (% su votanti) | ↳ Schede non valide (% su votanti) | 0                           | 0,00                        | 0                            | 0,00                         |
| ↳ Astenuti (% su iscritti)         | ↳ Astenuti (% su iscritti)         | ↳ Astenuti (% su iscritti)         | 536                         | 74,76                       | 568                          | 79,22                        |

### III legislatura
Le votazioni si svolsero in 204 collegi uninominali a doppio turno con la normativa del 1848 (al primo turno un numero di voti maggiore di un terzo degli iscritti).
| Partito                            | Partito                            | Candidato                          | Primo turno 15 luglio 1849 | Primo turno 15 luglio 1849 | Ballottaggio 22 luglio 1849 | Ballottaggio 22 luglio 1849 |
| Partito                            | Partito                            | Candidato                          | Voti                       | %                          | Voti                        | %                           |
| ---------------------------------- | ---------------------------------- | ---------------------------------- | -------------------------- | -------------------------- | --------------------------- | --------------------------- |
|                                    | —                                  | Modesto Scoffier                   | 105                        | 47,30                      | 189                         | 66,55                       |
|                                    | —                                  | Teodoro De Rossi di Santa Rosa     | 117                        | 52,70                      | 95                          | 33,45                       |
|                                    |                                    |                                    |                            |                            |                             |                             |
| Iscritti                           | Iscritti                           | Iscritti                           | 741                        | 100,00                     | 741                         | 100,00                      |
| ↳ Votanti (% su iscritti)          | ↳ Votanti (% su iscritti)          | ↳ Votanti (% su iscritti)          | 242                        | 32,66                      | 284                         | 38,33                       |
| ↳ Voti validi (% su votanti)       | ↳ Voti validi (% su votanti)       | ↳ Voti validi (% su votanti)       | 222                        | 91,74                      | 284                         | 100,00                      |
| ↳ Schede non valide (% su votanti) | ↳ Schede non valide (% su votanti) | ↳ Schede non valide (% su votanti) | 20                         | 8,26                       | 0                           | 0,00                        |
| ↳ Astenuti (% su iscritti)         | ↳ Astenuti (% su iscritti)         | ↳ Astenuti (% su iscritti)         | 499                        | 67,34                      | 457                         | 61,67                       |

### IV legislatura
Le votazioni si svolsero in 204 collegi uninominali a doppio turno con la normativa del 1848 (al primo turno un numero di voti maggiore di un terzo degli iscritti).
| Partito                            | Partito                            | Candidato                          | Risultati 9 dicembre 1849 | Risultati 9 dicembre 1849 |
| Partito                            | Partito                            | Candidato                          | Voti                      | %                         |
| ---------------------------------- | ---------------------------------- | ---------------------------------- | ------------------------- | ------------------------- |
|                                    | —                                  | Teodoro De Rossi di Santa Rosa     | 413                       | 92,39                     |
|                                    | —                                  | Modesto Scoffier                   | 34                        | 7,61                      |
|                                    |                                    |                                    |                           |                           |
| Iscritti                           | Iscritti                           | Iscritti                           | 741                       | 100,00                    |
| ↳ Votanti (% su iscritti)          | ↳ Votanti (% su iscritti)          | ↳ Votanti (% su iscritti)          | 452                       | 61,00                     |
| ↳ Voti validi (% su votanti)       | ↳ Voti validi (% su votanti)       | ↳ Voti validi (% su votanti)       | 447                       | 98,89                     |
| ↳ Schede non valide (% su votanti) | ↳ Schede non valide (% su votanti) | ↳ Schede non valide (% su votanti) | 5                         | 1,11                      |
| ↳ Astenuti (% su iscritti)         | ↳ Astenuti (% su iscritti)         | ↳ Astenuti (% su iscritti)         | 289                       | 39,00                     |

L'onorevole De Rossi il 5 aprile 1853 fu nominato reggente ispettore del Regio erario e di conseguenza dalla carica di deputato. Il collegio fu riconvocato.
| Partito                            | Partito                            | Candidato                          | Risultati 17 aprile 1853 | Risultati 17 aprile 1853 |
| Partito                            | Partito                            | Candidato                          | Voti                     | %                        |
| ---------------------------------- | ---------------------------------- | ---------------------------------- | ------------------------ | ------------------------ |
|                                    | —                                  | Teodoro De Rossi di Santa Rosa     | 417                      | 100,00                   |
|                                    |                                    |                                    |                          |                          |
| Iscritti                           | Iscritti                           | Iscritti                           | 786                      | 100,00                   |
| ↳ Votanti (% su iscritti)          | ↳ Votanti (% su iscritti)          | ↳ Votanti (% su iscritti)          | 449                      | 57,12                    |
| ↳ Voti validi (% su votanti)       | ↳ Voti validi (% su votanti)       | ↳ Voti validi (% su votanti)       | 417                      | 92,87                    |
| ↳ Schede non valide (% su votanti) | ↳ Schede non valide (% su votanti) | ↳ Schede non valide (% su votanti) | 32                       | 7,13                     |
| ↳ Astenuti (% su iscritti)         | ↳ Astenuti (% su iscritti)         | ↳ Astenuti (% su iscritti)         | 337                      | 42,88                    |

L'elezione fu annullata il 29 aprile 1853 per incompatibilità tra l'impiego ricoperto, ispettore del R. Erario, e la carica di deputato. Il collegio fu riconvocato.
| Partito                            | Partito                            | Candidato                          | Risultati 22 maggio 1853 | Risultati 22 maggio 1853 |
| Partito                            | Partito                            | Candidato                          | Voti                     | %                        |
| ---------------------------------- | ---------------------------------- | ---------------------------------- | ------------------------ | ------------------------ |
|                                    | —                                  | Teodoro De Rossi di Santa Rosa     | 451                      | 100,00                   |
|                                    |                                    |                                    |                          |                          |
| Iscritti                           | Iscritti                           | Iscritti                           | 787                      | 100,00                   |
| ↳ Votanti (% su iscritti)          | ↳ Votanti (% su iscritti)          | ↳ Votanti (% su iscritti)          | 451                      | 57,31                    |
| ↳ Voti validi (% su votanti)       | ↳ Voti validi (% su votanti)       | ↳ Voti validi (% su votanti)       | 451                      | 100,00                   |
| ↳ Schede non valide (% su votanti) | ↳ Schede non valide (% su votanti) | ↳ Schede non valide (% su votanti) | 0                        | 0,00                     |
| ↳ Astenuti (% su iscritti)         | ↳ Astenuti (% su iscritti)         | ↳ Astenuti (% su iscritti)         | 336                      | 42,69                    |

L'onorevole De Rossi presentò le sue dimissioni il 31 maggio 1853, che la Camera accettò prima di procedere alla verificazione dell'elezione senza pregiudizio della validità dell'elezione stessa. Il collegio fu riconvocato.
| Partito                            | Partito                            | Candidato                          | Risultati 26 giugno 1853 | Risultati 26 giugno 1853 |
| Partito                            | Partito                            | Candidato                          | Voti                     | %                        |
| ---------------------------------- | ---------------------------------- | ---------------------------------- | ------------------------ | ------------------------ |
|                                    | —                                  | Benedetto Brunati                  | 288                      | 98,63                    |
|                                    | —                                  | Giulio Avigdor                     | 4                        | 1,37                     |
|                                    |                                    |                                    |                          |                          |
| Iscritti                           | Iscritti                           | Iscritti                           | 787                      | 100,00                   |
| ↳ Votanti (% su iscritti)          | ↳ Votanti (% su iscritti)          | ↳ Votanti (% su iscritti)          | 292                      | 37,10                    |
| ↳ Voti validi (% su votanti)       | ↳ Voti validi (% su votanti)       | ↳ Voti validi (% su votanti)       | 292                      | 100,00                   |
| ↳ Schede non valide (% su votanti) | ↳ Schede non valide (% su votanti) | ↳ Schede non valide (% su votanti) | 0                        | 0,00                     |
| ↳ Astenuti (% su iscritti)         | ↳ Astenuti (% su iscritti)         | ↳ Astenuti (% su iscritti)         | 495                      | 62,90                    |

### V legislatura
Le votazioni si svolsero in 204 collegi uninominali a doppio turno con la normativa del 1848 (al primo turno un numero di voti maggiore di un terzo degli iscritti).
| Partito                            | Partito                            | Candidato                          | Risultati 8 dicembre 1853 | Risultati 8 dicembre 1853 |
| Partito                            | Partito                            | Candidato                          | Voti                      | %                         |
| ---------------------------------- | ---------------------------------- | ---------------------------------- | ------------------------- | ------------------------- |
|                                    | —                                  | Benedetto Brunati                  | 415                       | 98,81                     |
|                                    | —                                  | Teodoro De Rossi di Santa Rosa     | 5                         | 1,19                      |
|                                    |                                    |                                    |                           |                           |
| Iscritti                           | Iscritti                           | Iscritti                           | 800                       | 100,00                    |
| ↳ Votanti (% su iscritti)          | ↳ Votanti (% su iscritti)          | ↳ Votanti (% su iscritti)          | 420                       | 52,50                     |
| ↳ Voti validi (% su votanti)       | ↳ Voti validi (% su votanti)       | ↳ Voti validi (% su votanti)       | 420                       | 100,00                    |
| ↳ Schede non valide (% su votanti) | ↳ Schede non valide (% su votanti) | ↳ Schede non valide (% su votanti) | 0                         | 0,00                      |
| ↳ Astenuti (% su iscritti)         | ↳ Astenuti (% su iscritti)         | ↳ Astenuti (% su iscritti)         | 380                       | 47,50                     |

### VI legislatura
Le votazioni si svolsero in 204 collegi uninominali a doppio turno dopo la modifica dei collegi della Sardegna nel 1856; venne applicata la normativa del 1848 (al primo turno un numero di voti maggiore di un terzo degli iscritti).
| Partito                            | Partito                            | Candidato                          | Risultati 15 novembre 1857 | Risultati 15 novembre 1857 |
| Partito                            | Partito                            | Candidato                          | Voti                       | %                          |
| ---------------------------------- | ---------------------------------- | ---------------------------------- | -------------------------- | -------------------------- |
|                                    | —                                  | Adrien Barralis                    | 388                        | 74,62                      |
|                                    | —                                  | Annibale Giletta                   | 132                        | 25,38                      |
|                                    |                                    |                                    |                            |                            |
| Iscritti                           | Iscritti                           | Iscritti                           | 846                        | 100,00                     |
| ↳ Votanti (% su iscritti)          | ↳ Votanti (% su iscritti)          | ↳ Votanti (% su iscritti)          | 564                        | 66,67                      |
| ↳ Voti validi (% su votanti)       | ↳ Voti validi (% su votanti)       | ↳ Voti validi (% su votanti)       | 520                        | 92,20                      |
| ↳ Schede non valide (% su votanti) | ↳ Schede non valide (% su votanti) | ↳ Schede non valide (% su votanti) | 44                         | 7,80                       |
| ↳ Astenuti (% su iscritti)         | ↳ Astenuti (% su iscritti)         | ↳ Astenuti (% su iscritti)         | 282                        | 33,33                      |

"Nella tornata dell'11 gennaio 1858 fu deliberata un’inchiesta per l'accertamento dei seguenti fatti: intervento della forza armata nella sala elettorale; schede non distribuite dall’ufficio; il tavolo sul quale si scrivevano le schede occupato da persone che potevano esercitare pressioni sugli elettori. Nella tornata del 2 giugno 1858 la Camera approvò le conclusioni della Commissione che proponeva la convalidazione dell'elezione, e un voto di censura agli uffici elettorali di Utelle e di Levenzo per la poca regolarità con cui procedettero nelle operazioni elettorali.

### VII legislatura
Le votazioni si svolsero in 204 collegi uninominali a doppio turno dopo la modifica dei collegi della Sardegna nel 1856; venne applicata la normativa del 1848 (al primo turno un numero di voti maggiore di un terzo degli iscritti).
| Partito                            | Partito                            | Candidato                          | Primo turno 25 marzo 1860 | Primo turno 25 marzo 1860 | Ballottaggio 29 marzo 1860 | Ballottaggio 29 marzo 1860 |
| Partito                            | Partito                            | Candidato                          | Voti                      | %                         | Voti                       | %                          |
| ---------------------------------- | ---------------------------------- | ---------------------------------- | ------------------------- | ------------------------- | -------------------------- | -------------------------- |
|                                    | —                                  | Désiré Niel                        | 397                       | 95,66                     | 250                        | 96,90                      |
|                                    | —                                  | Felice Martini                     | 18                        | 4,34                      | 8                          | 3,10                       |
|                                    |                                    |                                    |                           |                           |                            |                            |
| Iscritti                           | Iscritti                           | Iscritti                           | 1 568                     | 100,00                    | 1 568                      | 100,00                     |
| ↳ Votanti (% su iscritti)          | ↳ Votanti (% su iscritti)          | ↳ Votanti (% su iscritti)          | 419                       | 26,72                     | 262                        | 16,71                      |
| ↳ Voti validi (% su votanti)       | ↳ Voti validi (% su votanti)       | ↳ Voti validi (% su votanti)       | 415                       | 99,05                     | 258                        | 98,47                      |
| ↳ Schede non valide (% su votanti) | ↳ Schede non valide (% su votanti) | ↳ Schede non valide (% su votanti) | 4                         | 0,95                      | 4                          | 1,53                       |
| ↳ Astenuti (% su iscritti)         | ↳ Astenuti (% su iscritti)         | ↳ Astenuti (% su iscritti)         | 1 149                     | 73,28                     | 1 306                      | 83,29                      |